# Зембице (гмина)
Зембице (пол. Ziębice) — городско-сельская гмина (волость) в Польше, входит как административная единица в Зомбковицкий повет, Нижнесилезское воеводство. Население 18 444 человека (на 2004 год).

## Демография
| Перепись                       | Всего   | Всего | Женщины | Женщины | Мужчины | Мужчины |
| ------------------------------ | ------- | ----- | ------- | ------- | ------- | ------- |
| Единицы                        | человек | %     | человек | %       | человек | %       |
| Население                      | 18 444  | 100   | 9425    | 51,1    | 9019    | 48,9    |
| Плотность населения (чел./км²) | 83      | 83    | 42,4    | 42,4    | 40,6    | 40,6    |

## Соседние гмины
1. Гмина Цепловоды
2. Гмина Каменец-Зомбковицки
3. Гмина Каменник
4. Гмина Отмухув
5. Гмина Пачкув
6. Гмина Пшеворно
7. Гмина Стшелин
8. Гмина Зомбковице-Слёнске